# Лохливен (замок)
Замок Лохли́вен (англ. Lochleven Castle) — замок, располагающийся на острове на озере Лох-Ливен близ города Кинросс в округе Перт-энд-Кинросс, Шотландия. В настоящее время представляет собой руины. Охраняется государством.

## История
По всей видимости замок был возведен около 1300 года во время первой войны за независимость Шотландии. Во второй половине XIV века замок перешёл в собственность графа Дугласа и находился в руках этого рода более 300 лет. В 1567—1568 годах в замке была заключена королева Шотландии Мария Стюарт.
В 1675 году замок приобрёл архитектор Уильям Брюс, который использовал его как элемент парка при своём поместье. С этого времени замок больше не использовался как жилое здание. К XVIII веку превратился в руины.